# Leichtathletik-Europameisterschaften 1990/Stabhochsprung der Männer

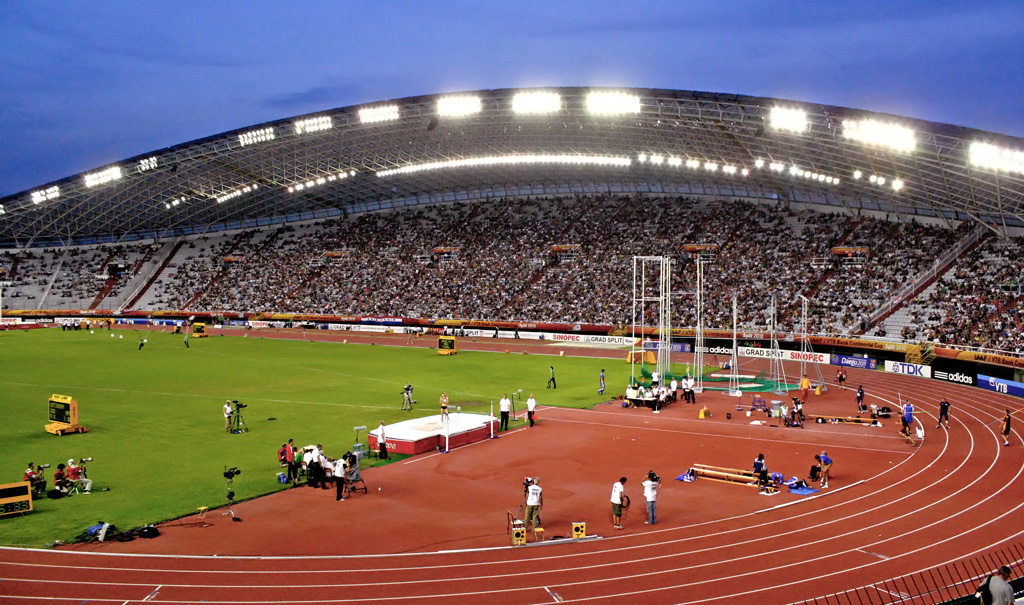
Das Stadion Poljud von Split im Jahr 2010

Der Stabhochsprung der Männer bei den Leichtathletik-Europameisterschaften 1990 wurde am 28. und 30. August 1990 im Stadion Poljud in Split ausgetragen.
In diesem Wettbewerb gab es einen Doppelsieg für die Stabhochspringer aus der Sowjetunion. Europameister wurde der WM-Dritte von 1987 und Olympiazweite von 1988 Rodion Gataullin. Er siegte vor dem Olympiadritten von 1988 Grigori Jegorow. Der Österreicher Hermann Fehringer gewann die Bronzemedaille.

## Rekorde

### Bestehende Rekorde
| Weltrekord           | 6,06 m | Serhij Bubka | Nizza, Frankreich               | 10. Juli 1988   |
| Europarekord         | 6,06 m | Serhij Bubka | Nizza, Frankreich               | 10. Juli 1988   |
| Meisterschaftsrekord | 5,85 m | Serhij Bubka | EM in Stuttgart, BR Deutschland | 26. August 1986 |

### Rekordegalisierung
Der sowjetische Europameister Rodion Gataullin egalisierte den bestehenden EM-Rekord von 5,85 m im Finale am 30. August. Zum Welt- und Europarekord fehlten ihm 21 Zentimeter.

## Legende
Kurze Übersicht zur Bedeutung der Symbolik – so üblicherweise auch in sonstigen Veröffentlichungen verwendet:
| CR  | Championshiprekord    |
| e   | egalisiert            |
| NM  | keine Höhe (no mark)  |
| ogV | ohne gültigen Versuch |

## Qualifikation
28. August 1990, 18:15 Uhr
Neunzehn Wettbewerber traten in zwei Gruppen zur Qualifikationsrunde an. Die Qualifikationshöhe für den direkten Finaleinzug betrug 5,50 m. Ein einziger Stabhochspringer ging diese Höhe an und übersprang sie (hellblau unterlegt). Die weiteren elf Finalteilnehmer qualifizierten sich über die Rangfolge der nächstbesten Athleten (hellgrün unterlegt) für das Finale mit mindestens zwölf Teilnehmern. So mussten schließlich 5,30 m für die Finalteilnahme erbracht werden.

### Gruppe A
| Platz | Name              | Nation      | Höhe (m) |
| ----- | ----------------- | ----------- | -------- |
| 1     | Serhij Bubka      | Sowjetunion | 5,50     |
| 2     | Hermann Fehringer | Österreich  | 5,40     |
| 3     | Philippe Collet   | Frankreich  | 5,30     |
| 3     | Ferenc Salbert    | Frankreich  | 5,30     |
| 3     | Petri Peltoniemi  | Finnland    | 5,30     |
| 6     | Marco Andreini    | Italien     | 5,10     |
| 7     | Ruhan Işim        | Türkei      | 4,90     |
| NM    | Nikolaj Nikolow   | Bulgarien   | ogV      |
| NM    | Peter Widén       | Schweden    | ogV      |
| NM    | Sazan Fisheku     | Albanien    | ogV      |

### Gruppe B
| Platz | Name             | Nation         | Höhe (m) |
| ----- | ---------------- | -------------- | -------- |
| 1     | Grigori Jegorow  | Sowjetunion    | 5,40     |
| 1     | Rodion Gataullin | Sowjetunion    | 5,50     |
| 3     | Galen Nikow      | Bulgarien      | 5,30     |
| 3     | Thierry Vigneron | Frankreich     | 5,30     |
| 3     | Javier García    | Spanien        | 5,30     |
| 3     | Jani Lehtonen    | Finnland       | 5,30     |
| 3     | István Bagyula   | Ungarn         | 5,30     |
| 8     | Michael Edwards  | Großbritannien | 5,10     |
| NM    | Bernhard Zintl   | BR Deutschland | ogV      |

## Finale

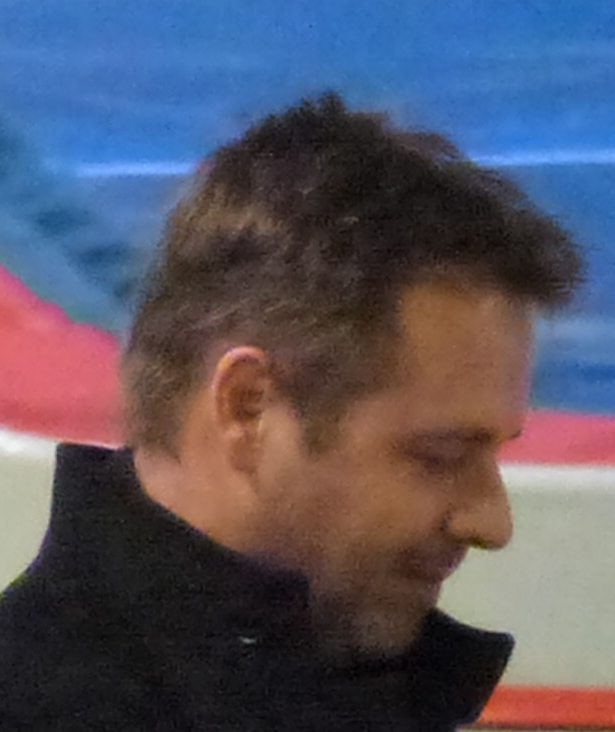
Philippe Collet (hier im Jahr 2012), EM-Dritter von 1986, kam auf den vierten Platz
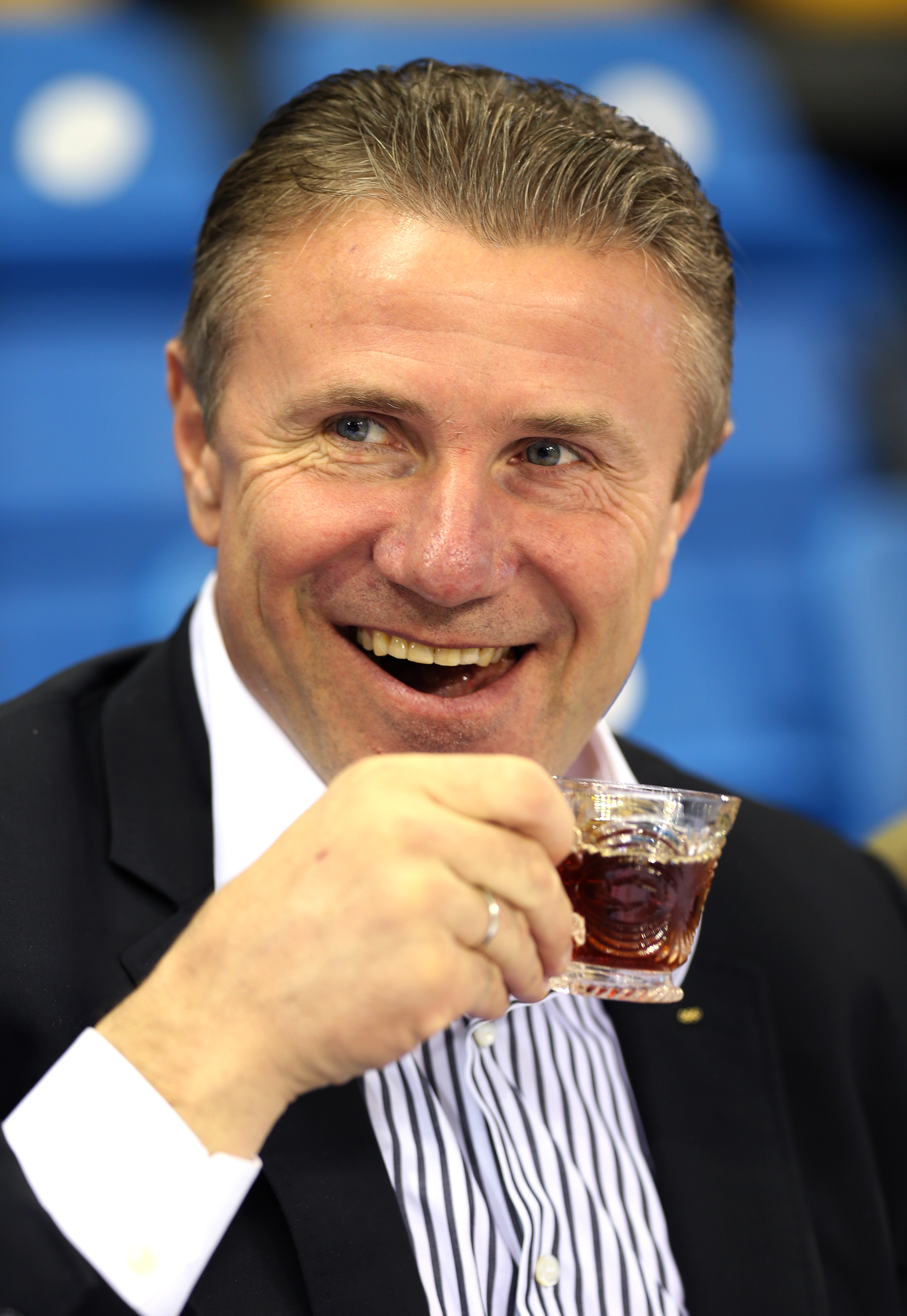
Der zweifache Weltmeister (1983/1987), Olympiasieger von 1988, Weltrekordinhaber und Titelverteidiger Serhij Bubka (auf dem Foto im Jahr 2013) musste sich mit Platz sechs begnügen
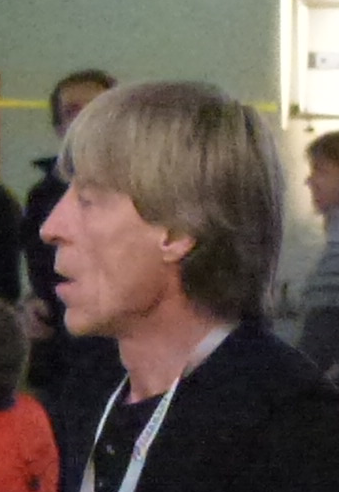
Der Olympiadritte von 1984 und amtierende Vizeweltmeister Thierry Vigneron (hier im Jahr 2012) blieb im Finale wie schon 1986 ohne gültigen Versuch

30. August 1990
| Platz | Name              | Nation      | Höhe (m) |
| ----- | ----------------- | ----------- | -------- |
| 1     | Rodion Gataullin  | Sowjetunion | 5,85 CRe |
| 2     | Grigori Jegorow   | Sowjetunion | 5,750000 |
| 3     | Hermann Fehringer | Österreich  | 5,750000 |
| 4     | Philippe Collet   | Frankreich  | 5,700000 |
| 5     | Javier García     | Spanien     | 5,700000 |
| 6     | Serhij Bubka      | Sowjetunion | 5,700000 |
| 7     | Ferenc Salbert    | Frankreich  | 5,600000 |
| 8     | Petri Peltoniemi  | Finnland    | 5,400000 |
| 9     | Galen Nikow       | Bulgarien   | 5,400000 |
| 10    | István Bagyula    | Ungarn      | 5,200000 |
| NM    | Thierry Vigneron  | Frankreich  | ogV0000  |
| NM    | Jani Lehtonen     | Finnland    | ogV0000  |

## Videolinks
- 2989 European Track & Field 1990 Split Pole Vault Radion Gataullin, www.youtube.com, abgerufen am 22. Dezember 2022
- 2987 European Track & Field 1990 Split Pole Vault Men Grigoriy Yegorov, www.youtube.com, abgerufen am 22. Dezember 2022
- 2966 European Track & Field 1990 Split Pole Vault Sergey Bubka, www.youtube.com, abgerufen am 22. Dezember 2022